# Henia africana
Henia africana är en mångfotingart som beskrevs av Karl Wilhelm Verhoeff 1908. Henia africana ingår i släktet Henia och familjen Dignathodontidae.
Artens utbredningsområde är Libya. Inga underarter finns listade i Catalogue of Life.